# ساو دومينغوس
ساو دومينغوس (بالبرتغالية: São Domingos‏) هي مدينة في جزيرة سانتياغو في الرأس الأخضر، تقع على بعد 13 كم جنوب شرق أسومادا و 13 كم شمال غرب العاصمة برايا، على طول الطريق الوطنية بين برايا وأسومادا. يبلغ عدد سكان المدينة 2,818 نسمة حسب إحصاء 2010، وتشير تقديرات 2012 إلى ارتفاع العدد إلى 2,572 نسمة.

## علاقات دولية
لدى ساو دومينغوس اتفاق توأمة مع المدن التالية :
- بارسيلوس، البرتغال - 1997.[4]

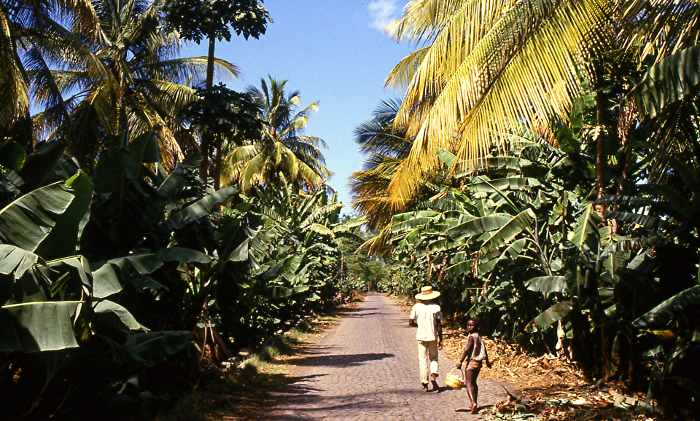
حقول الموز قرب ساو دومينغوس

.

## توأمة
لساو دومينغوس اتفاقيات توأمة مع:
- بارسيلوس